# Niklasdorf (Austria)
Niklasdorf – gmina targowa w Austrii, w kraju związkowym Styria, w powiecie Leoben. Liczy 2558 mieszkańców (1 stycznia 2015).